# تجارة الأعضاء
تجارة الأعضاء هي تجارة بالأعضاء البشرية أو الأنسجة أو أجزاء أخرى من الجسم عادة تستخدم لغرض زراعة الأعضاء لشخص آخر. وفقًا لمنظمة الصحة العالمية (WHO)، فإن تجارة الأعضاء هي عملية زرع تجارية حيث يوجد ربح مادي أو عمليات زرع تتم خارج الأنظمة الطبية الوطنية. هناك حاجة عالمية وطلب متزايد من أجل الحصول على أعضاء بشرية سليمة لزراعتها، والطلب يتجاوز بكثير الأعضاء المتاحة.
هناك حوالي 90,000 شخص ينتظرون الحصول على عضو جديد في الولايات المتحدة. كان متوسط وقت الانتظار لعمليات زراعة القلب والكبد في الولايات المتحدة بين عامي 2003-2014 حوالي 148 يومًا. يختلف متوسط وقت انتظار الأعضاء المانحة كثيرًا حسب حالة المريض وتدير الشبكة المتحدة لمشاركة الأعضاء (UNOS) قائمة الانتظار للحصول على الأعضاء. ينتظر المرضى الذين بحاجة لزراعة قلب كامل ما يعادل 73 يومًا. في المتوسط، على الفرد انتظار ثلاث سنوات ونصف للحصول على عضو متاح للزراعة، لكن هناك نقص عالمي في الأعضاء المتاحة للزراعة، تعد التجارة في الأعضاء البشرية غير قانونية في جميع البلدان باستثناء إيران. ومع ذلك فإن الوضع القانوني لتجارة الأعضاء يتغير حول العالم. فعلى سبيل المثال: في عام 2013 صادقت كل من أستراليا وسنغافورة على قانون يتيح زراعة الأعضاء وذلك عبر التعويض النقدي للمتبرّعين بأعضائهم؛ وقد أعربت المنظمات المدافعة عن أمراض الكلى في كل من البلدين عن دعمها لهذه المبادرة الجديدة.
التجارة بالأعضاء البشرية غير قانوني في العديد من الولايات القضائية لأسباب مختلفة، على الرغم من أن هذه التجارة تتم على نطاق واسع، كما هو الحال بالنسبة لسياحة زرع الأعضاء (سفر السياح لبلد بغرض زرع الأعضاء من أجل التحايل على القانون)، فيبقى من الصعب الحصول على بيانات حول مدى انتشار هذه السوق السوداء. يدور جدل كبير حول مسألة تقنين وتنظيم تجارة الأعضاء لمكافحة الإتجار غير القانوني بها.

## التاريخ
واحدة من أولى الحالات المسجلة في التاريخ الحديث هي حالة القتلة المتسلسلين ويليام بورك وويليام هير، اللذين ارتكبا 17 جريمة قتل في إدنبرة، من نوفمبر 1827 إلى أكتوبر 1828، من أجل بيع الجثث إلى الدكتور روبرت كنوكس. يعود أول تقرير علمي عن هذه الظاهرة إلى منشور في مجلة لانسيت في عام 1990. تتبعت الدراسة 131 مريضًا من الإمارات العربية المتحدة وعُمان خضعوا لعمليات زرع كلى في بومباي ويقال إنهم عانوا من العديد من مشاكل ما بعد الجراحة.
في تقريرها عن الاتجار بالأعضاء في أوروبا، كتبت لجنة الشؤون الاجتماعية والصحة والشؤون العائلية في مجلس أوروبا: "على الصعيد العالمي، الاتجار بالأعضاء ليس مشكلة جديدة. في الثمانينيات، بدأ الخبراء في ملاحظة ممارسة أطلق عليها فيما بعد "سياحة الزرع": سافر الآسيويون الأثرياء إلى الهند وأجزاء أخرى من جنوب شرق آسيا للحصول على أعضاء من المتبرّعين الفقراء. منذ ذلك الحين، ظهرت وجهات أخرى، مثل البرازيل والفلبين. وفقًا لبعض الادعاءات، فإن الصين متورطة في تجارة الأعضاء المأخوذة من السجناء الذين تم إعدامهم. لا يزال بيع الأعضاء مستمراً في الهند على الرغم من القوانين الجديدة في البلاد التي تجعل هذه الممارسة غير قانونية في معظم المناطق. في حين تشير التقديرات الحالية إلى أن تجارة الأعضاء غير المشروعة لا تزال متواضعة نسبيًا في أوروبا، فإن هذه المشكلة لا تفقد أيًا من خطورتها، حيث من المحتمل جدًا أن تستمر الفجوة بين العرض والطلب على الأعضاء في الاتساع مع التقدم الطبي الجديد."

## الحالات حسب البلد

### الدول المستوردة الرئيسية
الدول المتقدمة مثل أستراليا وكندا والولايات المتحدة ودول الاتحاد الأوروبي وعمان والمملكة العربية السعودية واليابان تُعد من «الدول المستوردة للأعضاء». ومع ذلك، فإن السياحة الطبية موجودة في العديد من البلدان الأخرى، خاصة في آسيا والشرق الأوسط. وفقًا لدراسات أجريت في عام 2004، فإن أكثر من 75٪ (132 متلقيًا مسجلًا) من عمليات زراعة الكلى في ماليزيا هي نتيجة للسياحة الطبية خارج البلاد (الهند والصين)، و91٪ من عمليات زراعة الكلى في عمان (في عام 2003)، و73 عملية زرع في الصين على كوريا الجنوبية (في عام 2003/124 حتى أغسطس 2004)، و68٪ (667 متلقيًا مسجلًا) من عمليات زراعة الكلى في المملكة العربية السعودية (في عام 2006)، و450 متلقيًا من تايوان (في عام 2005) في الصين (ثلثين منهم لعمليات زراعة الكلى).
تتطور سياحة زراعة الأعضاء من ماليزيا حتى عام 1994 في الهند ثم تم استبدالها تدريجياً بالصين. كما يوجد أيضًا تهريب كبير في ماليزيا نفسها. في عمان، تم استبدال سياحة زراعة الأعضاء في الهند بالكامل في عام 1995 بالعراق ثم منذ عام 2002 يتم إجراؤها بشكل رئيسي في باكستان. في تركيا، تتم الزراعة غير القانونية في البلد نفسه وسياحة زراعة الأعضاء تتم في الهند في التسعينيات، ثم أيضًا في العراق وإيران أجريت دراسات مختلفة في عدد من البلدان، بما في ذلك متابعة حالة المتلقين التونسيين والسعوديين الذين يتوجهون بشكل رئيسي إلى مصر والهند. حالة 18 متلقيًا عربيًا إسرائيليًا سافروا إلى العراق عام 1998 لتجنب فترة الانتظار للتبرع. حالة المتلقين الأستراليين والإنجليز ودول يوغوسلافيا السابقة يتوجهون إلى الهند وبلدان آسيوية أخرى.

## التقنين
إيران هي الدولة الوحيدة التي تسمح ببيع وشراء الأعضاء بشكل قانوني. رغم ذلك، تضع إيران قيودًا على تجار الأعضاء في محاولة للحد من زراعة الأعضاء للسيّاح. تجري العملية بين مواطني إيران فقط، إذ لا يسمح للأجانب بشراء أعضاء من المواطنين الإيرانيين. النظام خيري إلى حد كبيرأي أنه قائم على التطوع؛ فالمتبرّعون أو المرضى لا يتقاضون أجراً عن تبرعهم.
أشاد أنصار تقنين تجارة الأعضاء بالتعامل الإيراني مع تجارة الأعضاء بوصفها آمنة وفعالة. مقال في مجلة للجمعية الأمريكية لأمراض الكلى يلاحظ أن النموذج الإيراني قد تجنب العديد من المشاكل المرتبطة بتجارة الأعضاء. ويشير المقال إلى أن المحاولات في البلدان النامية الأخرى قد فشلت حتى في تبطيء النمو المستمر للأشخاص في قائمة انتظار زراعة الأعضاء.
كل الدول حول العالم أصدرت قانوناً يهدف إلى منع المتاجرة غير القانونية بالأعضاء في السوق السوداء، سواء عن طريق الحظر الصريح أو من خلال التشريعات التي تدقق في هوية المتبرعين والمستفيدين وعن الطريقة التي تم بها عملية الزرع. استخدمت العديد من البلدان، بما في ذلك بلجيكا وفرنسا، نظام يفترض الموافقة على زيادة نسبة الأعضاء المتوفرة للزرع بشكل قانوني. في الولايات المتحدة القانون الفيدرالي يحظر بيع الأعضاء البشرية؛ ومع ذلك، أنشأت الحكومة مبادرات لتشجيع التبرع بالأعضاء وتعويض أولئك المتبرعين بأعضائهم. في عام 2004، بادرت ولاية ويسكونسن بتقديم تخفيضات ضريبية على المتبرعين الذين لا زالوا على قيد الحياة. رغم ذلك فإن التوجه الحالي في جميع أنحاء العالم يرمي إلى تنظيم تداول الأعضاء البشرية.

### أسعار الأعضاء البشرية
في أسواق إيران القانونية تتراوح أسعار الكلى ما بين 2000 إلى 4000 دولار. في السوق السوداء قد يفوق السعر 160,000 دولار، وتتم عملية البيع عن طريق الوسطاء. عندما يتم ذلك من خلال السوق السوداء التابعة لمقدمي الخدمات الطبية، قد تكون عملية الزرع خطيرة على الجهات المانحة والمتلقية على حد سواء؛ قد يعاني المتلقي في كثير من الأحيان من التهاب الكبد أو فيروس نقص المناعة البشرية. يُرجَّح أن تكون الأسعار المدفوعة إلى الجهات المانحة في السوق السوداء حوالي 5,000 دولار، ولكن بعض الجهات المانحة قد تتلقى أقل من 1000 دولار.
في باكستان، السفر ونفقات المستشفى تُكلِّف حوالي 500 دولار، لكن قد يخصم منه رغم الاتفاق على السعر بعد زراعة الكلى في السوق السوداء.

### أسباب التقنين

#### السلامة
أُنتجت في سنة 1970 الأدوية التي تحول دون رفض العضو، لكن، وفي غياب أنظمة طبية، ساعد ذلك على تعزيز تجارة الأعضاء في السوق. متبرعات الأحياء تشمل الكلى، الكبد، القرنية، وزرع الرئة. معظم تجارة الأعضاء تنطوي على الكلى أو زرع الكبد.
في عام 2014، روبرت دالتروغ، مركز أخلاقيات علم الأحياء من كلية الطب في جامعة هارفارد في قسم الصحة العالمية والطب الاجتماعي، كتب رسالة مفتوحة إلى الرئيس باراك أوباما وغيره من قادة الولايات المتحدة لدعم إنشاء مشاريع تجريبية لدراسة أشكال تعويض المتبرعين الأحياء بالكلى. عدد من العاملين في مجال الصحة، زراع الأعضاء المهنيين، الأخلاقيين، المحامون ورجال الدين والأكاديميين وغيرهم من أنصار الاقتراح شاركوا في التوقيع على الرسالة؛ وفي ورقة سابقة نشرت في مجلة نيو إنغلاند للطب, تضمّنت الرسالة عناوين الحاجة الملحة لمزيد من المتبرّعين بالكلى؛ انخفاض مخاطر السلامة؛ انخفاض كبير في التكاليف المالية، الاعتلال ومعدلات الوفيات المرتبطة بزراعة الكلى؛ مدى قدرة الحكومة على تنفيذ نظام تعويض التبرع بالكلى.
هناك أسباب أخرى لتشجيع التقنين مرتبطة بالصحة وهي كما يلي:
- خطر التبرع بالكلى صغير جدا - مثل بعض جراحات التجميل كشفط الدهون.
- في المتوسط، مانحو الكلى الأحياء يعيشون أطول من الأفراد بكليتين.
- باستخدام أسواق قانونية للتبرع بالأعضاء فإن كلاًّ من المانحين والمستفيدين من شأنه أن يكون أكثر حماية ممن هم في السوق السوداء.
- الكلية الممنوحة من متبرع حي عادة ما تدوم سنوات أطول من كلية متبرع ميت.
- في السوق السوداء، الجهات المانحة قد لا تحصل على ما يكفي من الرعاية بعد الجراحة.

#### سلامة العضو
التجارة القانونية الخاصة بالتبرع بالدم في الولايات المتحدة التي تعوض المانحين تنتج أكثر نسبة تبرع بالدم من تلك التي من دون تعويض في بريطانيا. منذ عقود، كانت المخاوف بشأن نوعية الدم أو الأعضاء المتداولة السبب الرئيسي للمعارضة. غير أن أنصار تجارة الأعضاء يقولون أن الفحص التكنولوجي بات الآن فعالاً بما فيه الكفاية لضمان سلامة تداول الأعضاء.
بسبب نقص التبرع بالأعضاء، العديد منها المأخوذة من جثث كبار السن أو المرضى، قد تؤدي في بعض الأحيان إلى فشل زراعتها أو تؤدي للإصابة بعدة أنواع من السرطان. ومع ذلك، يبقى انتظار المرضى المحتاجين لعضو بجودة جيدة من شأنه أن يكون خطيرا، إذ أن هؤلاء الأشخاص معرضون في أغلب الأحيان لخطر الموت.

#### التسرع والجهل أثناء التبرعات
البرفيسوران بيكر والياس توصلا إلى أن التسرع أو الجهل أثناء التبرعات يمكن الوقاية منهما عن طريق الحصول على موافقة خطية إلزامية. ويقولان أيضا إن عدم تعويض المتبرعين بأعضائهم يمكن أن يساهم في تأجيج الشعور بالندم على التسرع في اتخاد قرار التبرع.
. بعض مراكز زراعة الأعضاء حلّت هذه المشكلة عن طريق «اختراع» توثيق طبي للجهات المانحة المترددة. اقتُرِح التعويض النقدي كحل أيضا، بما أن الحاجة لمزيد من الأعضاء من شأنه أن يزيد الضغط من الأصدقاء والعائلة على المتبرع عند اتخاذ قرار التبرع.

### المحاولات السابقة لتقنين تجارة الأعضاء

#### الصين
لا تتبع الصين أي نظام لتقنين تجارة الأعضاء. منذ أواخر 1980، كانت هناك عدة دلائل تشير إلى أن السجناء الذين أُعدموا كانوا مصدر الأعضاء والأنسجة الصينية الصالحة للزرع. على الرغم من أن استخدام أعضاء السجناء (المحكومين بالإعدام) للزرع قانوني، هناك أدلة على أن الحكومة تحاول التقليل من نطاق استخدام الأعضاء من خلال اتفاقات سرية وقوانين مثل القانون المؤقت بشأن استخدام الجثث أو أعضاء السجناء الذين أُعدموا. ومع ذلك، فإن الصين لا تزال تعاني من نقص في الأعضاء الجاهزة للزرع.
في تقرير كيلغور–ماتاس «كان ولا يزال اليوم على نطاق واسع وجود أعضاء غير صالحة للزرع من فالون غونغ»، يؤكد تقرير آخر.
بعد وقت قصير أعلن مسؤولون في الحكومة تشريعات جديدة تحظر استخدام الأعضاء دون موافقة صاحب العضو. ومع ذلك، وبعد مضي عام على التشريع لم تُلاحظ أي نتائج على أرض الواقع. وضعت الحكومة الصينية تشريعاً يحد من بيع الأعضاء، غير أن التشريع لا يحظر حاليا الحصول على أعضاء المعدومين.
كما قدمت الصين تشريعات جديدة تهدف إلى توحيد عملية جمع الأعضاء. ويشمل هذا القانون تحديد المستشفيات التي يمكن أن يكون قد مات فيها أشخاص سريرياً وإمكانية استخدام أعضائهم للزرع كما حظرت التشريعات زرع أعضاء الأجانب.
في عام 2009، وفي مقابلة مع مانفريد نواك، المقرر الخاص للأمم المتحدة المعني بالتعذيب، قال: «لم تلتزم الحكومة الصينية بمعايير الشفافية بعد... فإننا نرى كيف ارتفع زرع الأعضاء في المستشفيات الصينية كثيرًا منذ عام 1999، في حين لا يوجد هناك أي عدد ملحوظ للمتبرّعين بأعضائهم.» قام نوفاك بإرسال تقريرين إلى مجلس الأمم المتحدة لحقوق الإنسان يطلب رسميا من الحكومة الصينية الرد على هذه المزاعم.

#### الهند
قبل المرور لقانون تنظيم عملية زرع الأعضاء البشرية (THOA) في عام 1994، اعتُبرت الهند من الدول الناجحة في إدارة تجارة الأعضاء البشرية بشكل قانوني. ساهمت التكاليف المنخفضة وتوافر جلب الأعمال من جميع أنحاء العالم إلى الهند بجعلها واحدة من أكبر مراكز زراعة الكلى في العالم. ومع ذلك، فإن العديد من المشاكل بدأت تلوح في الأفق؛ في بعض الحالات لا يعلم المرضى أن عملية استئصال الكلى قد حصلت بالفعل. في حالات أخرى، يُوعَد المانحون بالحصول على تعويض مالي عقب العملية لكن الأمر لا يحدث على أرض الواقع. هذه وغيرها من القضايا الأخلاقية دفعت الحكومة الهندية لسن تشريعات وقوانين تحظر بيع الأعضاء. ومع ذلك، فإن القوانين الحالية لا تزال هشة وقابلة للتحايل. على سبيل المثال، ينص قانون (THOA) أن يكون المتبرع من أحد الأقارب أو زوج أو فرد عادي يتبرع بدافع خيري «المودة». في كثير من الأحيان، لا يتم التبرع ب «المودة»، حيث أنه لا توجد أي علاقة بين المانح والمستفيد. بل لا يكونان هنديين أو لا يتكلمان لغة بعضهما حتى.

#### إيران
يسمح القانون الإيراني ببيع الكلى بمقابل مادي. لا يوجد بها حاليا أي مرضى بانتظار زراعة الكلى. تتكلف الجمعية الخيرية لدعم مرضى الكلى (CASKP)، والمؤسسة الخيرية للأمراض الخاصة (CFSD) بتنظيم عملية تجارة الأعضاء بدعم من الحكومة وتدفع في المتوسط للمتبرع بالكلى 1200 دولار. حيث أنها تدعم مستلمي الأعضاء الذين لا يستطيعون تحمل تكلفة العضو.
اعتبر بعض المنتقدين أن النظام الإيراني يعمل على الإكراه، بحيث أن أكثر من 70% من الجهات المانحة تُعتبر فقيرة حسب المعايير الإيرانية حيث لا يوجد على المدى القصير أو الطويل متابعة لصحة المتبرعين بالأعضاء. في الواقع، هناك أدلة على أن المانحين الإيرانيين لأعضائهم تعود بالسلب عليهم، سواء من حيث الصحة البدنية أو النفسية.

#### الفلبين
قبل عام 2008 كان بيع الأعضاء قانونياً في الفلبين، وكانت البلاد مقصداً للسيّاح  لزرع الأعضاء. روّجت وكالة الاستخبارات الفلبّينية، التي تُعتبر فرعاً من فروع الحكومة، لعملية «شاملة» لزرع الكلى كلّفت حوالي 25000 دولار.
حظرت الحكومة الفلبّينية تجارة الأعضاء في مارس 2008. ومنذ  أن دخل الحظر حيز التنفيذ، انخفضت عمليات الزرع من 1,046 في عام 2007 إلى 511 في عام 2010. توقع البروفيسور لي ميندوزا أن الانخفاض في أعداد السياح الذين يخضعون لعمليات زرع للأعضاء قد يعمل على تعزيز تجارة الأعضاء في السوق السوداء. حيث يعزز حظر تجارة الأعضاء التعويض على أساس تعاقدي بين الجهات المانحة، السماسرة والمشترين.

## تجارة الأعضاء غير الشرعية
وفقا لمنظمة الصحة العالمية (WHO)، تتم تجارة الأعضاء غير الشرعية عند إزالة الأعضاء من الجسم بغرض معاملات تجارية.  صرحت المنظمة بأن «الدفع من أجل الحصول على الأعضاء البشرية من المرجح أن تصبح ميزة غير عادلة بالنسبة للفقراء وأضعف الفئات، فقد يتحوّل التبرّع إلى تربح مادي واتجار بالبشر.» على الرغم من أن التجارة بالأعضاء غير أخلاقية، يُقدّر أنه في عام 2005، 5% من مجموع المستفيدين شاركوا في عملية  تجارة زرع الأعضاء. تشير الأبحاث إلى أن تجارة الأعضاء غير الشرعية في ارتفاع، ويؤكد أحدث تقرير لمنظمة النزاهة المالية العالمية أن التجارة بالأعضاء غير المشروعة تجني أرباحاً بين 600 مليون دولار إلى 1.2 مليار دولار سنوياً، في العديد من البلدان.
هذه الدول تشمل، ولكن لا تقتصر على:
- أنغولا
- منطقة البلقان
- البرازيل[56][57][58]
- كندا[55]
- الصين[59][60][61]
- كولومبيا[62][63]
- كوستاريكا[64]
- أوروبا الشرقية
- الإكوادور[56]
- جورجيا[65]
- هايتي[66][67]
- الهند[68]
- مقدونيا
- المكسيك[69]
- باكستان
- بيرو[56]
- الفلبين[54][70]
- روسيا
- جنوب أفريقيا[56][58]
- المملكة المتحدة
- الولايات المتحدة الأمريكية[58]

عملت الشبكات الإجرامية على نحو متزايد بخطف الأطفال والمراهقين، ومن ثم يُنقلون إلى مواقع تتوفر فيها المعدّات الطبية اللازمة لتصفيتهم وأخذ أعضائهم البشرية للمتاجرة بها في السوق السوداء.
الفقر والثغرات في تشريعات الدولة تساعد هي الأخرى على ازدهار تجارة الأعضاء غير المشروعة. يُعد الفقر شائعاً في جميع البلدان التي تتم فيها هذه التجارة، وكما نوقش أعلاه، التشريعات القانونية الهشّة مثل زراعة الأعضاء البشرية في الهند تساهم في استمرارها. وكمثال على ذلك، فإن القوانين الهندية تحظر المعاملات النقدية عند التبرع بالأعضاء، ولكنها لا تتدخل بين الزوجين مما يوفر ثغرة يستغلها التجار غير الشرعيين، حيث يقوم المتبرع بالزواج بالمتلقي لتجنب العقوبة القانونية.

### التاريخ
لطالما حاول المجتمع الدولي والحكومات الوطنية التوصل بطرق أخلاقية لتنظيم التعامل مع ارتفاع الطلب على عمليات زرع الأعضاء. في عام 1968، سنّت الولايات المتحدة تشريعات موحدة لقانون التبرع، مما أعطى الأفراد الحق في منح أعضائهم بعد وفاتهم. في وقت لاحق، أنشأت منظمة  زراعة الأعضاء الوطنية في الولايات المتحدة لعام 1984، سجلاً خاصاً بالمتبرعين بأعضائهم على الإنترنت ويُحظر شراء أو بيع الأعضاء في الولايات المتحدة.
سنّت العديد من البلدان الأخرى قوانين تهدف إلى إنهاء تجارة الأعضاء غير المشروعة. جنوب أفريقيا مثلا اعتمدت خطة الأنسجة البشرية لعام 1983، الذي يحظر نقل الأنسجة بما في ذلك اللحم، العظام، أو سوائل الجسم بمقابل مالي.

#### محاكمة تجار الأعضاء غير الشرعيين
على الرغم من صعوبة إثبات وجود تجارة بالأعضاء غير شرعية وذلك لنقص أدلة وبيانات موثوق بها، فإنه قد تمت محاولة محاكمة تجار الأعضاء البشرية غير القانونيين في الماضي. وتشير التقديرات إلى أن 42% من الأعضاء المزروعة تأتي من تجار الأعضاء غير الشرعيين.
في عام 1993 كشفت شرطة مومباي عن نشاط بيع الكلى وزرعها بطريقة غير شرعية يديرها رجل يعرف بسانتوش روث. وألقت القبض على أحد عشر شخصاً واثنين من زراع الكلى، وتمكّن روث من الفرار. وتعتقد السلطات أن روث أنشأ مراكز كلى غير قانونية مماثلة للتي في مومباي في عديد من المدن الهندية. في شباط / فبراير 2008 اكتشفت شرطة مدينة دلهي الهندية قرب جيرغوان مركز زرع كلى غير قانوني آخر يديره رجل يسمى أميت كومار. بسبب تكنولوجيا البصمات، تم اكتشاف أن كومار وروث هما في الواقع نفس الشخص، بعد أن كان يستخدم  العديد من الأسماء المستعارة طوال سنوات نشاطه غير المشروع. كومار يواجه اتهامات عبر عقود في تورّطه بتجارة الأعضاء غير الشرعية والتي تجاوزت 600  زراعة كلى وقد تم الكشف عن تورّط ما لا يقل عن اثنين من المستشفيات معه.
في عام 2007، صار باث، من المملكة المتحدة، أول شخص يدان بموجب قانون الأنسجة البشرية لعام 2004 بعد أن حاول بيع كليته عبر الإنترنت بمبلغ 24,000 جنيه إسترليني من أجل تسديد ديونه.
في تموز / يوليو 2009 بروكلين أُعتقل ليفي إسحاق روزنباوم من بروكلين بتهمة التآمر لترتيب عملية بيع مواطن إسرائيلي الكلى إلى ضابط في مكتب التحقيقات الفدرالي السرية بمبلغ 160,000 دولار خلال عملية تلاعب. وفقا للتهم الموجهة إليه، قال روزنباوم إنه قد شارك في البيع غير المشروع للكلى لمدة 10 سنوات. وصرّح المدعي العام الأمريكي رالف مرة: «كان عمله إغراء الناس للتخلي عن كليتهم مقابل 000 10 دولار ومن  ثم يبيعها هو بمبلغ 160,000 دولار». ذكرت خبيرة الأنثروبولوجيا وتجارة الأعضاء نانسي شيبر هيوز أنها أبلغت مكتب التحقيقات الفيدرالي بأن روزنباوم هو«شخصية رئيسية» في الجهاز الدولي للتهريب منذ 7 سنوات، العديد من الراغبين في بيع أعضائهم لروزنباوم قدموا من أوروبا الشرقية. ذكرت أيضا تقارير تفيد بأن روزنباوم هدّد المانحين لأعضائهم بالسلاح للتأكد من ضمان إتمام العملية.  ثبت تورط روزنباوم بتجارة الأعضاء سنة 2011.
في تشرين الثاني / نوفمبر 2010 في جنوب أفريقيا تورطت الشركة الخاصة نت كير كوازولو المحدودة في مساعدة 102 شخصا في أنشطة غير مشروعة لعمليات زرع الكلى، وأدينت جنبا إلى جنب مع شركة خاصة توفر العمل لأربع أطباء مختصين في زراعة الأعضاء، إثنين من مرضى الكلى، منسقين إداريين اثنين ومترجم. وُجهت التهم ضد الشركة الأم، نت كير، أوقف الرئيس التنفيذي للشركة ريتشارد فريدلاند عملها  من أجل الحصول على اعتراف بالذنب من المستشفى. تورطت الشركة الخاصة في 109 عملية زرع كلى غير قانونية وصل نشاطها إلى كل من إسرائيل، رومانيا، والبرازيل بين حزيران / يونيو 2001، تشرين الثاني / نوفمبر 2003، بما في ذلك خمسة قاصرين.
في كانون الأول / ديسمبر 2010، أبلغ المواطنون الترك عن تورط تجار أعضاء غير قانونيين في كوسوفو. في عام 2013، أدانت «لجنة تحكيم دولية من الاتحاد الأوروبي المعنية بسيادة القانون في كوسوفو» تورط خمسة تجار أعضاء.
في عام 2014، تم القبض على زعيم عصابة مكسيكية يقوم باختطاف وقتل القاصرين. وُجد الأطفال ملفوفين ببطانيات محشوة في حاوية مبردة داخل شاحنة. ذكرت مصادر مختلفة أن المقبوض عليه جزء من شبكة اختطاف وقتل قُصَّر بعد إزالة أعضائهم. تمت إدانة العصابة بنشاطات أخرى تشمل الاتجار بالمخدرات والابتزاز، التعدين غير المشروع وقطع الأشجار غير القانوني.

### تصوير وسائل الإعلام
كانت هناك العديد من التصورات حول تجارة الأعضاء غير الشرعية والاتجار بالأعضاء في وسائل الإعلام على مدى العقود القليلة الماضية. الرواية الخيالية  "الغيبوبة" لروبن كوك 1977، التي تم تمثيلها في فيلم لمايكل كرايتون، يحكي قصة مرضى غافلين وُضعوا في غيبوبة من أجل إزالة أعضائهم. وبالمثل، كتاب قطار الطفل قبل يناير1993 لبيرنارد يحكي قصة رجل استيقظ على وقع استئصال إحدى كليتيه بعد ليلة قضاها في ملهى ليلي مع إحدى المومسات. بالإضافة إلى الكتب وقصص الأفلام غالباً ما يُصوّر تُجار الأعضاء من خلال التلفزيون، مجلات التابلويد، رسائل البريد الإلكتروني والإنترنت.
العديد من حكايات الاتجار بالأعضاء في وسائل الإعلام المصورة تحتوي على ادعاءات لا أساس لها من الصحة. على سبيل المثال، في عام 1993 برنامج تجارة أجزاء الجسم البريطاني الكندي أصدر عددا من الادعاءات حول الاتجار بالأعضاء التي ثبت فيما بعد أنها كاذبة. وهو برنامج التحقيق المزعوم حول الاتجار بالأعضاء والأنسجة في غواتيمالا، هندوراس، الأرجنتين  و روسيا. ناقش في حلقة واحدة مع رجل يدعى بيدرو ريدجي أن قرنيات الرجل قد أزيلت من دون موافقته بينما كان في مركز للأمراض النفسية. دار نزاع  في وقت لاحق حول هذا الادعاء بدعوى أن قرنياته لا تزال سليمة، كل ما حصل هو أن ريدجي كان يعاني إصابة في عينه.
نُقاد مثل سيلك ماير، يزعمون أن هذه النظرة حول الاتجار بالأعضاء هدفها تحقيق الشهرة، وغالبا ما تصور على أنها خرافة، وتصرف الانتباه عن تجارة الأعضاء غير الشرعية. فهم يدعون إلى زيادة البحوث العلمية حول هذه التجارة، بحيث  أن الأساطير الدائرة حولها يمكن دحضها بحقيقة علمية. يقول ماير: «حين تؤخذ تجارة الأعضاء على محمل الجد عندها فقط سوف تعمل جميع الحكومات المتضررة على تشكيل أرضية صلبة في مجال صنع السياسات.»

### السوق الحمراء
في عام 2011، صاغ سكوت كارني مصطلح «السوق الحمراء» لوصف فئة واسعة من المعاملات الاقتصادية ذات الصلة بجسم الإنسان. يقول إن التقدم في العلوم أدى إلى زيادة الطلب على أجزاء جسم الإنسان. يكتب أن هذا الطلب المتزايد مكّن من توسيع «السوق الحمراء» التي تشمل مجموعة واسعة من المعاملات من بيع العضو إلى سرقته، سرقة العظام، وحتى استئجار مساحة في الأرحام.
بالسير على مفاهيم الأسواق السوداء، البيضاء والرمادية، يشير كارني إلى أن التجارة في أجزاء الجسم متميزة لأن الأعضاء ليست سلعاً بالمعنى الدقيق للكلمة. فهو جزء من الجسم وأن قيمته ليست قيمة نقدية. وعلاوة على ذلك، يزعم كارني أن الاتجار في أجزاء الجسم يخلق ديوناً مدى الحياة بين المانح والمستفيد. التجارة المباشرة في أجزاء الجسم يقلل من قيمة الإنسان إلى ’’قيمة اللحم’’.يدعو كارني إلى «الشفافية الراديكالية» في السوق الحمراء من أجل حماية الإنسانية.

### الوضع الحالي
بحسب آخر نشرة لمنظمة الصحة العالمية عن حالة تجارة الأعضاء العالمية، 66,000 عملية زرع الكلى، 21,000 زرع كبد، 6,000 عملية زرع قلب أجريت على الصعيد العالمي في عام 2005. في عام 2008 ذكرت المنظمة أن متوسط وقت انتظار الأعضاء بالنسبة للولايات المتحدة في قائمة زراعة الأعضاء كانت أكثر من 3 سنوات (مع توقعات لزيادة المدة في السنوات القليلة القادمة). في نفس الوقت، 8000 مريض في المملكة المتحدة يحتاجون أعضاء، مع زيادة المعدل بنسبة 8%.
ارتفاع الطلب على الأعضاء وقائمة الانتظار الطويلة تزامن مع توسع عملية تجارة الأعضاء غير الشرعية. وتشير آخر التقديرات إلى أن حوالي 10% من جميع عمليات الزرع تحدث بشكل غير قانوني عبر الإنترنت حيث أن العملية من خلاله ميسورة. مصدر واحد قدّر أنه ما لا يقل عن 4000 سجيناً تم إعدامهم في عام 2006 قد قاموا بتوفير حوالي 8000 كلية و3000 كبد للمشترين الأجانب. في عام 2007، 2500 عملية زرع كلية تم إنجازها في باكستان، علماً أن الأجانب المستفيدين يشكلون ثلثي عمليات الزرع. في عام 2007، قدّرت الجمعية الخيرية للصحة في الهند أنه ما يقرب من 2000 هندي يبيعون الكلى كل عام. قدّر الخبراء في نفس العام أنه في كندا والمملكة المتحدة هناك حوالي 30 إلى 50 مريضا قاموا بشراء أعضاء من الخارج.

#### زراعة الأعضاء السياحية
صرحت الشبكة المتحدة لمشاركة الأعضاء "شراء الأعضاء في الخارج يتضمن الوصول إلى عضو بعد تجاوز قوانين جميع البلدان المعنية. " مصطلح "زراعة الأعضاء السياحية" يصف النشاط التجاري الذي يهدف لزرع الأعضاء خارجا بطرق غير قانونية، ولكن ليست كل السياحة الطبية لزرع لأعضاء غير قانونية. على سبيل المثال، في بعض الحالات كل من المتبرع والمتلقي يسافران إلى بلد ما مع مرافق للقيام بالجراحة بطرق قانونية. في حالات أخرى، يسافر المتلقي من أجل الحصول على عضو من أحد الأقارب الذين يعيشون في الخارج. تثير زراعة الأعضاء السياحية مخاوف لأنها تنطوي على نقل أعضاء سليمة في اتجاه واحد، مستفذة المناطق التي تتم فيها العملية. تتم زراعة الأعضاء عادة في اتجاهين: من الجنوب إلى الشمال، من البلدان النامية إلى الدول المتقدمة، من الإناث إلى الذكور، ومن السود إلى البيض".
الكلى هي الأكثر رواجا في سياحة زرع الأعضاء مع تراوح سعرها بين أقل من 1300 دولار إلى ما يصل إلى 150,000 دولار. في الواقع، تقدر تقارير عدّة أن 75% من عملية التجارة الغير الشرعية هي بالكلى. تشغل زراعة الكبد أيضاً نسبة في زراعة الأعضاء البشرية  سياحيا بأسعار تتراوح من 4000 دولار إلى حوالي 157,000 دولار. على الرغم من أن دور الكبد يتجدد باستمرار، فإن التبرع بالكبد غير قاتل، لكنه يبقى أقل شيوعا بسبب فترة النقاهة الصعبة التي تَتْبَع استئصال العضو ما يردع الجهات المانحة ويزيد من مخاوفها. عندما يتعلق الأمر بالتجارة غير الشرعية، تُعتبر القرنية من الأعضاء البشرية مرتفعة الثمن  (24,400 دولار)، ويبلغ ثمن بويضة غير مخصبة (12,400 دولار)، في حين أن هناك ما هو أرخص كالدم (25 دولار–337 دولار)، والجلد (10 دولار لكل بوصة مربعة)، والعظام/الأربطة (5,465 دولار). الطلب مرتفع، في المقابل فإن الثمن باهظ جدا على الأعضاء الحيوية في الجسم مثل القلب والرئتين،"؛ ولذلك فزرع الأعضاء سياحيا والاتجار بهذه الأجزاء نادرٌ جدا بسبب الطبيعة المعقدة لإجراء جراحة  تهدف لزرعها.

### ردة فعل العالم
أصدر المجتمع الدولي العديد من المراسيم والإعلانات ضد تجارة الأعضاء ففي سنة 1985 شجبت ملكية الدواء العالمية واستنكرت استخدام الأعضاء البشرية لأغراض تجارية؛ مجلس أوروبا' في اتفاقية حقوق الإنسان والطب الأحيائي من عام 1997 و2002 البروتوكول الاختياري بشأن زرع الأعضاء والأنسجة البشرية المنشأ؛ وإعلان إسطنبول بشأن الاتجار بالأعضاء وسياحة زرع الأعضاء. لعبت منظمة الصحة العالمية (WHO) دورا بارزا في إدانة تجارة الأعضاء غير المشروعة، حيث كانت المنظمة أول من أعلن أن التجارة بالأعضاء غير مشروعة سنة 1987، مشيرة إلى أن مثل هذه التجارة ينتهك الإعلان العالمي لحقوق الإنسان. في عام 1991، صادقت جمعية الصحة العالمية على تسعة مبادئ توجيهية لزراعة الأعضاء البشرية. تمحورت المبادئ بوضوح حول فكرة أن الأعضاء البشرية لا يمكن أن تكون موضوعاً للمعاملات المالية. في 22 مايو 2004، لم تحقق هذه المبادئ التوجيهية غاياتها المرجوّة في 57 جمعية للصحة العالمية. كان من بين أهدافها التزام الحكومات بهذه المبادئ في جميع أنحاء العالم. كانت هذه المبادرات العالمية بمثابة مورد مفيد لإنشاء رموز طبية احترافية وإطار قانوني لهذه المشكلة، ولكن لم تقدم العقوبات اللازمة لضمان الانقياد بالأمر.

#### إعلان إسطنبول
في إعلان إسطنبول بشأن الاتجار بالأعضاء وسياحة زرع الأعضاء تحت إدارة المجتمع الدولي لزراعة الأعضاء، نوقشت خلاله قضايا تجارة زراعة الأعضاء، والاتجار بالأعضاء وزرع  الأعضاء عن طريق السياحة.  وتستنكر هذه الممارسات القائمة على الانتهاكات وغياب الإنصاف والعدالة وكرامة الإنسان. يهدف الإعلان إلى تعزيز الممارسات الأخلاقية في زرع الأعضاء والتبرّع على المستوى الدولي. أكثر من 100 منظمة زرع أعضاء دعمت وسارت على مبادئ الإعلان، بما في ذلك بلدان مثل الصين وإسرائيل والفلبين وباكستان، مما عزز قوانينها ضد تداول الأعضاء بطرق غير قانونية بعد إصدار الإعلان.

## تأثير تجارة الأعضاء على الفقراء

### التركيبة السكانية
تشير بيانات من منظمة الصحة العالمية إلى أن الفقراء في الدول النامية هم الفئة الأساسية المستهدفة من قبل تجار الأعضاء غير المشروعين. في دراسة واحدة حول المتبرعين بالأعضاء في الهند، 71% من جميع الجهات المانحة تعيش تحت عتبة الفقر. حكايات سرقة الأعضاء عادة ما تستهدف الضحايا العاطلين عن العمل من الذكور الذين تتراوح أعمارهم بين 20 و40 سنة الذين كانوا يسعون للعمل لينتهي بهم المطاف في بلد أخر لإجراء عملية استئصال للأعضاء. إحدى هذه الحالات روتها ماركوفا أيربوفا عن زوجها الذي غادر أوزبكستان بحثاً عن وظيفة في كندا. تبين لأفراد عائلته الذين سافروا معه بعد عدة أيام نقص عضو من أعضائه مع كيس من المال يعتقد أنها عائدات صفقة بيع عضوه.  الرجال سمة بارزة في حكايات تجارة الأعضاء، لكن الفقيرات هن أيضا ضحايات التجارة. ومع ذلك، فإن معظم البيانات تشير أن النساء نادرا ما يستفدن من شراء الأعضاء.

### أسباب التبرع
إحدى الأسباب الرئيسية للأشخاص الذين يبيعون أعضائهم هو تسديد الديون. يسافر السياح إلى البلدان الفقيرة من أجل زرع أعضاء مقابل مبلغ مالي لأنهم يعلمون أن بعض الفقراء هم في أشد الحاجة إلى المال. في حين، هناك بعض مؤيدي تجارة الأعضاء يقولون أنه يساعد على إنقاذ بعض الناس من الفقر من خلال تقديم التعويض إلى الجهات المانحة، يدور نقاش ساخن حول  دلائل هذه الأقوال. في كثير من الحالات، الناس الذين يبيعون أعضائهم من أجل تسديد الديون لا يتمكنون من التخلص من ديونهم بل يظلون عالقين في حلقة من الديون لا تكاد تنتهي. لا يتمتع المتبرعين بكليتهم للغرباء بالحرية في كثير من الأحيان، بل يُجبرون على القيام بذلك بسبب الفقر المدقع.
في بعض الحالات، تًباع الأعضاء لأفراد الأسرة، إما من الآباء إلى الأبناء أو من الأبناء إلى الآباء. هذا الأمر هو الأكثر شيوعا في المجتمعات حيث قوائم الانتظار أقل رسمية، وبين الأسر التي لا تستطيع مغادرة البلاد للزرع. بالنسبة للشباب الأصغر سنا فالتبرع للذين هم أكبر سناً من الأقارب هو جديد نسبياً، وقد انتقد وضع قيمة أكبر على الكلى من المتبرعين الأحياء.

### نتائج
تقارير منظمة الصحة العالمية تظهر انخفاض الصحة والرفاه الاقتصادي بالنسبة لأولئك الذين تبرعوا بالأعضاء من خلال الزرع عن طريق السياحة. في إيران، 58% من المتبرعين خلفت لديهم العملية آثار سلبية على الصحة. في مصر، 78% من الجهات المانحة عانت نتائج صحية سلبية، 96% من المانحين ذكرت أنها قد ندمت على قرار التبرع. هذه النتائج متسقة نسبيا في جميع البلدان: أولئك الذين يبيعون أعضائهم في السوق لا يهتمون بصحتهم. الظروف دون المستوى المطلوب خلال العمليات الجراحية أثناء الزرع يمكن أن تؤدي أيضاُ إلى انتقال أمراض مثل التهاب الكبد B، التهاب الكبد C، وفيروس نقص المناعة البشرية. الحالة الصحية السيئة للمانحين تزيد من تفاقم الاكتئاب وغيره من الأمراض النفسية الناجمة عن ضغوط التبرع وعدم كفاية الرعاية بعد الجراحة.
دراسة حول المانحين من الهند وجدت أنه في حين 96% من المانحين باع كليته لتسديد الديون، 75% لا يتم تقديم الرعاية إليهم من قبل المشتري. يعاني المانحين غالباً في جميع البلدان بعد الجراحة من تراجع صحتهم ما قد يؤدي إلى انخفاض فرص العمل، خصوصا بالنسبة لأولئك الذين يكسبون عيشهم من خلال العمل البدني.

## المناقشة العلمية
قضية تجارة الأعضاء، سواء قانونية أم لا، لا زالت موضوع نقاش مجموعة واسعة من العلماء. هذه المناقشات أسفرت عن العديد من الحلول المقترحة لمعالجة ارتفاع الطلب على الأعضاء والاتجار غير المشروع فيها. هذه المقترحات تضمنت السوق الحرة للأعضاء؛ زيادة التشريعات وأنظمة العقوبات ضد التداول غير المشروع للأعضاء؛ وتنفيذ «يفترض موافقة» قوانين للتبرع بالأعضاء. مجموعة واسعة من وجهات النظر الأكاديمية تناقش في الأقسام التالية:

### وجهات نظر الأكاديميين
وفقا لمراجعة الإنتاج الفكري، 72 من الباحثين الاقتصاديين الذين درسوا تجارة الأعضاء، أيد 68% منهم تَقنِينَ هذه التجارة، في حين أن 21% عارضوا الأمر.

#### منظور العدالة الجنائية
على الرغم من أن العديد من القوانين المتعلقة بتجارة الأعضاء موجودة، فقد فشل القانون والمسؤولون في فرض هذه القوانين بنجاح. هناك حاجز آخر يتمثل في التواصل الضعيف بين السلطات الطبية ووكالات تطبيق القانون. في كثير من الأحيان، يتوصل المسؤولون القانونيون لمعلومات متعلقة بالأفراد المتورطين في زرع الأعضاء غير المشروعة؛ لكن السرية الطبية أثناء العملية وعدم القدرة على مراجعة السجلات الطبية وتاريخها تَحُول دون بناء قضية فعالة ضد الجناة. العديد من النقاد  صرحوا أنه لكي تحظرالدولة تداول الأعضاء الغير القانوني على نحو فعال، على أجهزة العدالة الجنائية أن تتعاون مع السلطات الطبية لتعزيز المعرفة وفرض القوانين التجارية. دعم النقاد أيضا إجراءات العدالة الجنائية الأخرى لتحقيق هذا الهدف، مثل تحديد أولويات قضايا الاتجار بالأعضاء على رأس الهيئات التشريعية المحلية متعددة الاختصاصات، التعاون مع شرطة الحدود ومواصلة تدريب الشرطة في التعامل مع هذه الجرائم.

#### من المنظور الاقتصادي
أجمع أعضاء الجمعية الاقتصادية الأمريكية بنسبة 70% أن تجارة الأعضاء يجب أن تكون منظمة، وعارض 16% الاقتراح.
في مجلة المنظور الاقتصادي، قدر الحائز على جائزة نوبل غاري بيكر وخوليو الياس أن تعويض المتبرعين بأعضائهم  بمبلغ 15,000 دولار من شأنه تشجيع التبرع بالكلى. يمكن للحكومة أن تدفع التعويضات لضمان المساواة. وهذا من شأنه حفظ المال العام لأن غسيل الكلى لمرضى الفشل الكلوي هو أكثر تكلفة من زراعة الكلى.

#### من منظور الأخلاق الطبية
النقاش حول الأخلاق والقيم وراء تجارة الأعضاء لا تزال دائرة في المجتمع الحديث. تغيرت الأدلة ذات الصلة في كثير من الأحيان بسبب الطبيعة الديناميكية للتطورات التكنولوجية في مجال الطب وفهْمٍ للأخلاق نفسها. وحتى هذه اللحظة، وعلى الرغم من أن تجارة الأعضاء غير مشروعة في جميع البلدان تقريبا، فإنه لا يزال من الصعب توفير خاتمة صلبة في مجال أخلاقيات العمل دون تحيز على أساس المعتقدات الأساسية أو الثقافية أو الدينية. لا سيما الذين يلعبون دورا رئيسياً في موضوع الاستقلالية البدنية من حيث صلتهم بتجارة الأعضاء. الاستقلالية البدنية بوصفها «القدرة على اتخاذ خيارات حول كيف يجب أن يعامل الجسم من قبل الآخرين.» العديد من الناشطين الدينيين والمنظرين يقولون أن فكرة الاستقلالية البدنية تتعامل مع الجسم كملكية خاصة، ما ينتهك العديد من الآراء الدينية باعتبار الجسم والنفس هما كيان واحد. لذلك، فإن العديد من المواقف الدينية تعتبر بيع جزء من الجسم يماثل بيع الذات الداخلية الخاصة بالمرء، أو الروح، في وجهة نظر العديد من الطوائف الدينية يعتبر الأمر انتهاكاً لكرامة الإنسان.
يعتبر دعاة الاستقلالية البدنية أن الحرية في اتخاذ القرارات حول جسد شخص معين لا تنتهك كرامة المرء، بل يزيد من إحساس الشخص بالسيطرة والتمكين من خلال ممارسة حقه في اختيار ما يجب القيام به بالجسم وبذلك سيكون لدى الشخص مزيد من الصلاحية والفعالية في زيادة الاستقلالية البدنية، ويقولون إن الأمر يجعل الخيارات حول الجسم تحمل مخاطر مماثلة لتجارة الأعضاء. على سبيل المثال، الحق في تعريض الجسم للخطر من خلال الانضمام إلى الجيش، القيام بدور الأم البديلة، أو المشاركة في التجارب الطبية أصبحت كلها مقبولة في مجتمع اليوم وتشجعها الحوافز المالية. من خلال هذه المعايير يمكن القول أن للإنسان الحق في اختيار ما إذا كان يريد بيع إحدى أعضائه شريطة أن تكون معتمدة.
ذكر بعض الباحثين أن تقنين الأمر من شأنه أن يسمح للدولة الإشراف على تجارة الأعضاء، وبالتالي تقليل المخاطر الطبية والاستغلال. هذا يمكن أن يعمل على حماية المانحين في السوق السوداء ففي كثير من الأحيان لا يحصل هؤلاء على ما يكفي من الدعم (مكلفة) والرعاية ما بعد الجراحة.

### من منظور حقوق الإنسان
عارضت مجموعة متنوعة من جماعات حقوق الإنسان تقنين تجارة الأعضاء البشرية. فأجهزة ووتش التي أنشأتها نانسي تشيبر-هيوز - الأنثروبولوجية الطبية التي كان لها دور فعال في فضح التجارة غير المشروعة. تشيبر هيوز، تشتهر بتحقيقاتها التي أدت إلى العديد من الاعتقالات في دول العالم الثالث دفاعاً عن المضطرين أو المنخدعين أثناء التبرع بالأعضاء.
مثل منظمة الصحة العالمية، تسعى أجهزة واتش إلى حماية الأفراد الذين يعانون من الفقر والذين يشاركون في تجارة الأعضاء غير الشرعية المفروضة عليهم. ومع ذلك، بحلول عام 2010، عملت تشيبر هيوز ومراقبو تجارة الأعضاء على تعويض المتبرعين بأعضائهم بشكل قانوني.

## الحلول المقترحة
هناك عدة حلول مقترحة لزيادة عدد الأعضاء البشرية المتوفرة بشكل قانوني والحد من تزايد الاتجار غير المشروع بها في جميع أنحاء العالم. السياسات التي من المفترض أن يتم الموافقة عليها كانت ناجحة في مختلف البلدان، بما في ذلك البرازيل والولايات المتحدة والعديد من الدول الأوروبية. هذه السياسات يمكن أن تكون إما في التقيد (خلال الحياة) أو الانسحاب (مابعد الموت). الفئة التي تتبع سياسة الانسحاب، من المفترض أن يتم التبرع بالأعضاء بعد الموت، على الرغم من إمكانية المرء أن يختار عدم التبرع عن طريق تقديم الوثائق. وتبين البحوث زيادة بنحو 25-30% في كمية الأعضاء المتاحة في الدول المتبعة لسياسة التقيد. أما عن الفئة المتبعة لسياسة التقيد مثل الولايات المتحدة أو فرنسا، قد يختار الشخص التبرع بأعضائه خلال حياته. في سياسة التقيد وفي بعض الأحيان تنجح الأسر في اتخاذ قرار التبرع بالقلب.
يفترض برنامج خفض الاتجار بالأعضاء العديد من الطرق. هذه القوانين تساعد على زيادة كمية الأعضاء المتاحة، وتناقص المرضى المتعاملين واللاجئين للسوق السوداء. في نفس الوقت فإن زيادة المعروض من الأعضاء يقلل من التكلفة المالية لعملية الزرع وبالتالي خفض الحاجة إلى السياحة الطبية.
طريقة أخرى مقترحة هي سن القوانين التي من شأنها أن تعقد مسؤولية الأطباء في عدم الإبلاغ عن المشتبهين بهم في الاتجار بالأعضاء. كانت تشيبر هيوز قد كتبت على نطاق واسع حول قضية الأطباء الذين يقومون بالعمليات غير المشروعة رغم العلم بذلك.
العديد من الناس في الولايات المتحدة يعتقدون أن اعتماد نظام تنظيم تداول الأعضاء المماثل لإيران سوف يساعد على تقليل نقص الكلى من أجل الزرع. وبأن على الولايات المتحدة أن تتبنى سياسات مماثلة لتعزيز ضمان السلامة في الجراحة، وتوفير الرعاية للمتبرعين مدى الحياة. يعتبرون أيضا أن شركات التأمين الخاصة سيتم استثمارها في تقديم هذه الرعاية للمتبرّعين ما سيجعل قوانين الرعاية طويلة الأجل عن طريق حماية شروط أي اتفاقية تبرع.